# Таой (народ у Лаосі)
Таой (варіанти написання: Ta Oi, Ta Oy, Ta-oy, Taoy, Ta'oi, Ta'oih, Ta Oih, Ta Hoi, Ta Uat, Taoey, Tau Oi, Tau-oi, Tauat, Atuat, Ta Liat) — мон-кхмерський народ у Лаосі, одна з 49 офіційно визнаних етнічних груп цієї країни.
Належать до числа так званих гірських кхмерів. У Лаосі все ще застосовується класифікація етнічних меншин за географічною висотою, на якій вони зазвичай живуть. Таой, як і інші мон-кхмерські народи, зараховуються до категорії лаотенг (лаосьці гірських схилів), народів, розселених на висотах 800—1400 метрів над рівнем моря. Ще один специфічний термін, що застосовується в Лаосі до мон-кхмерських народів — кха. Зважаючи на інфраструктурні та адміністративні обмеження, ці народи зберігають значною мірою ізольований спосіб життя.
До складу таой включають також сусідні споріднені дрібні етнічні групи онг (Ong, Tong, Hantong) та ір (Ir, Yir, In, Zir), хоча самі вони вважають себе окремими народами й розмовляють власними мовами.
Народ таой відомий також у В'єтнамі. Там таої об'єднуються з пако та деякими іншими етнічними групами.
Етноніми етнічних меншин у Лаосі є проблемою. Не виняток тут і таой, вони мають багато етнонімів, як власних, так і таких, які дали їм інші народи. До числа останніх належить і назва «таой». Вона пов'язана з плато Таой, основним районом проживання народу.

## Розселення і чисельність
Живуть на півдні Лаосу, переважно в гірських районах провінцій Саваннакхет (райони Пхін, Нонг, Сепон), Сараван (райони Самуй, Таой, Тумларн, Сараван, Лаонгарм), Секонг (райони Тхатенг і Калеум), Аттапи (район Санамсай); кілька громад розселено південніше, на плато Боловен (провінція Тямпасак, райони: Бачіангчалеунсук, Паксонг, Патхумпхон). Більшість сконцентрована в районі Таой. Це здебільшого гірські райони, розташовані вздовж кордону з В'єтнамом. Висоти поступово зменшуються в західному напрямку (до річки Меконг). Аннамські гори на лаоському боці поступаються місцем плато Таой, річки Сепон і Секонг несуть свої води звідси до річки Меконг. Таої розселені серед лісів і в гірських долинах на висотах від 300 до 1000 метрів, часто мішано з кату. На плато Боловен, а також у рівнинних районах таої зазвичай живуть в одних селах із кату, катангами, кріангами, куй, алаками, лавенами, лаосцями.
Таої живуть також у В'єтнамі (провінції Куангчі та Тхиатхьєн-Хюе). Є повідомлення про наявність таойського населення на захід від річки Меконг, на північному сході Таїланду. Невелике число таойських біженців є в США. Вони живуть у Стоктоні, штат Каліфорнія, та Бірмінгемі, штат Нью-Йорк.
Чисельність таой за даними перепису населення Лаосу 2015 року становила 45 991 особа, це 0,7 % всього населення.
За даними перепису 2005 року чисельність таой становила 32 161 особа, найбільше їх проживало в провінціях Сараван (16 816 осіб), Тямпасак (8294 особи), Саваннакхет (3878 осіб) та Секонг (2346 осіб).

## Мова
Говорять мовами верхня таой (код ISO 639-3: tth) та нижня таой (код ISO 639-3: tto). Обидві належать до катуйської гілки мон-кхмерських мов австроазійської сім'ї. Взаємна зрозумілість між носіями двох таойських мов є неповною, вони здатні порозумітися лише після двотижневого контакту.
Обидві мови перебувають в енергійному використанні. Існує писемність на основі лаоського письма. Рівень писемності 37 % (55 % серед чоловіків і 20 % серед жінок); 65 % ніколи не відвідували школу.
Мова таой залишається стійкою в таойських селах, але втрачає життєздатність у селах з мішаним населенням. У поліетнічному середовищі основною мовою спілкування є лаоська, для багатьох вона вже стала рідною. Особливо помітні ці процеси серед молодого покоління, багато таойської молоді в рівнинних районах більше не володіє рідною мовою.

## Вірування
Майже всі таої дотримуються традиційних вірувань. Деякі таойські села перейшли на католицизм, найбільше в провінції Тямпасак. Але чисельність християн є незначною, всього серед таой їх нараховується приблизно 350—500 осіб, більшість людей налаштовані проти цієї релігії.
Традиційна таойська культура за своєю суттю є анімістичною. Таої вірять у широкий спектр духів, пов'язаних із природним оточенням. Найсильнішими для них є дух риса та дух неба. Люди вважають, що ці два духи контролюють долю племені. В центрі кожного села для них споруджують ритуальні хатинки, поруч стоїть жертовний стовп.
Перебуваючи в постійному страху перед духами, таої приносять їм жертви, намагаючись таким чином засвідчити повагу до духів і досягти прихильності надприродних сил. Для таоїв важливо підтримувати добрі стосунки з духами, які можуть забезпечити людям добробут, а можуть завдати шкоди. Існує також багато табу, яких слід дотримуватись, щоб духи не ображалися. Якщо табу буде порушено, потрібно принести жертву, яка має заспокоїти той дух, що вважається ображеним. Звичайні жертви складаються з латунних кілець, алкоголю, рису та курей, в особливих випадках жертвують буйвола, проводячи при цьому спеціальну церемонію. Всі жертви та пов'язані з ними церемонії здійснює шаман. Шаман також приносить жертви духам, коли треба вилікувати хворого.
Окрім «кризових» ситуацій, жертви духам приносять також у ході двох важливих щорічних церемоній. Одна відбувається в лютому й має вшанувати духа села. Інша припадає на жовтень і присвячена зібраному врожаю.
Складний ритуал проводять, коли людина помирає. Шаман проводить спеціальне дійство, яке має допомогти душі померлого знайти шлях до наступного життя. Жінок таої іноді ховають у традиційному одязі, з прикрасами з міді, срібла, слонової кістки або скла. Через кілька років після поховання останки померлого викопують, вимивають, прикрашають та вкладають у поховальну хатинку, що стоїть за огорожею колишньої хати небіжчика.
Вважається, що таої практикують чорну магію або чаклунство за допомогою заклинань. Цим вони викликають страх в інших народів Лаосу. Через це лаосці з низинних районів бояться займати посади в таойських районах. Вважається, що те, що добре пахне, захищає від заклинань. Тому мати при собі шампунь, зубну пасту, дезодорант, тальк є дуже важливими під час проживання на таойських землях.

## Історія
Вважається, що мон-кхмерські народи були першими мешканцями Південно-Східної Азії. Спочатку вони населяли більшу частину рівнинних областей регіону, але, починаючи з XIV—XV ст., народи тайської групи (предки лаосців, сіамців та ін.), що мігрували з південного Китаю, відтіснили їх у гори.
Таої були войовничими людьми, вони часто нападали на лаоські села, через що лаосці відповідали їм тим самим. Таої також здійснювали рейди проти сусідніх племен, захоплювали полонених і продавали їх у рабство на місцевих ринках невільників.
1897 року таої визнали владу французької колоніальної адміністрації Індокитаю. Французи здійснили пацифікацію місцевих племен, работоргівлю та пов'язане з ним насильство було припинено. Французи також встановили систему трудової повинності, за якою всі чоловіки у віці від 19 до 60 років з числа лаотенг мали сплачувати фіксований податок, а також відпрацювати на колоніальну адміністрацію 10 днів на рік. Частина дороги, що веде із Саравану на плато Таой і досі має бруківку, вкладену робітниками тих часів.
На межі XIX—XX століть на плато Боловен поширився антиколоніальний повстанський рух корінного населення. Таої брали в ньому активну участь.
Під час війни у В'єтнамі (1959—1975) гірські території південного Лаосу використовувались як базовий район повстанцями з Патет Лао та їхніми в'єтнамськими союзниками. Американська авіація піддавала цю зону бомбардуванням. Воєнні дії змусили багатьох місцевих жителів, серед них і таой, покинути свої домівки й стати біженцями в своїй країні. Після закінчення американсько-в'єтнамської війни невелику кількість сімей таой пустили до США як біженців.
У післявоєнні роки мала місце вже добровільна міграція населення з гірських віддалених і важкодоступних районів Лаосу, розташованих біля кордону із В'єтнамом, на рівнини, до околиць Паксе, що на річці Меконг. Починаючи з 1989 року, досить багато таойських сімей переселилося на плато Боловен, де вирощують товарні культури.
Крім природної міграції населення, уряд Лаосу здійснював також організовані проєкти переселення жителів гірських районів на рівнину. Причиною були проблеми безпеки, намагання припинити вирощування опіуму, практику підсічно-вогневого землеробства. Також таким чином намагалися забезпечити горян об'єктами інфраструктури, освітніми та медичними закладами, привчити їх до вирощування вологого рису, інтегрувати в широке лаоське суспільство.

## Господарство

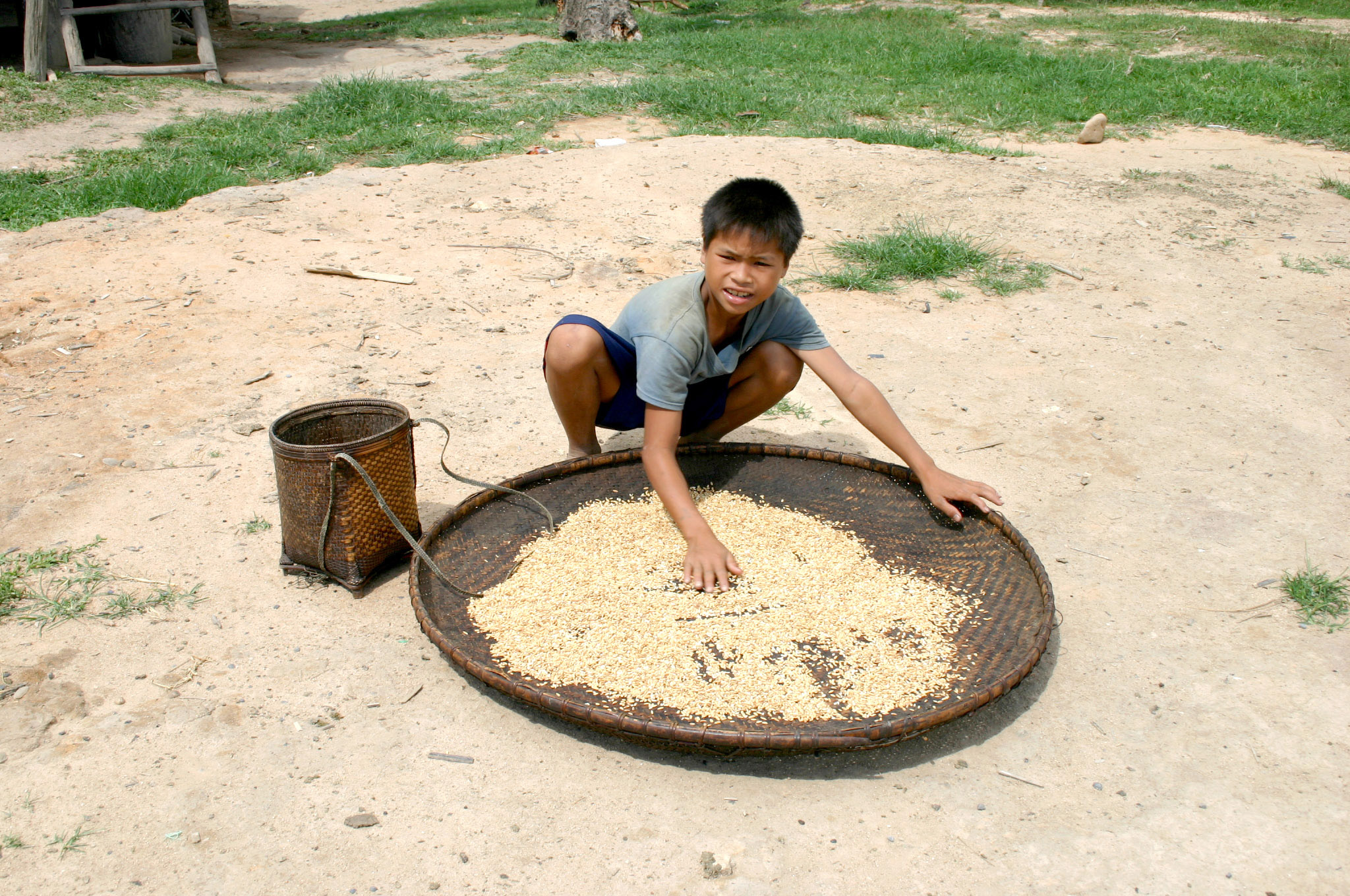
Таойський хлопчик розкладає рис для просушування.

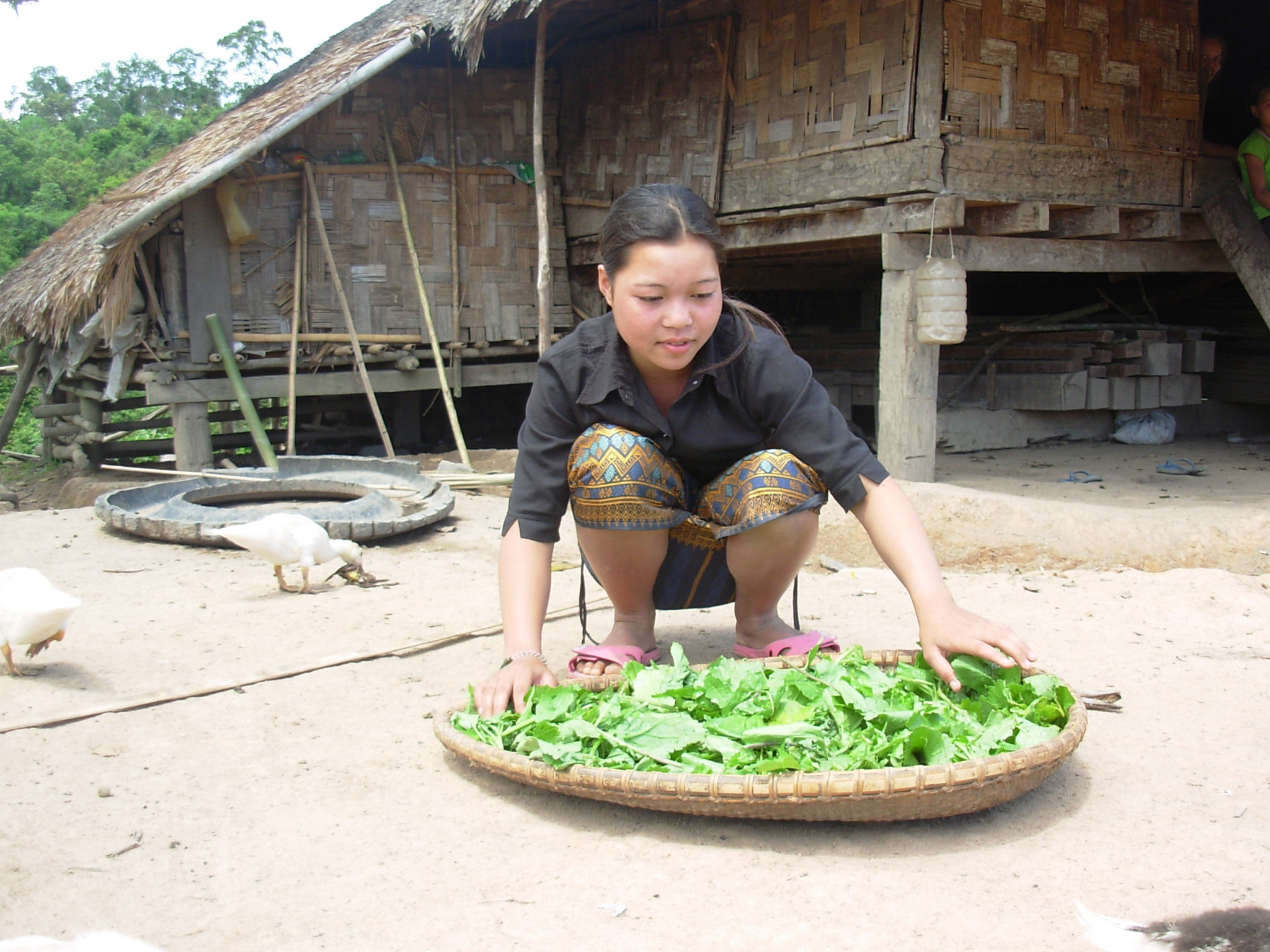
Таойська дівчина розкладає на сонці листя пакгат.

Більшість таоїв, що мешкають у гірських районах, досі займаються землеробством у традиційний підсічно-вогневий спосіб. Інструменти для ведення господарства та сільськогосподарські технології все ще лишаються примітивними. Урожай залежить головним чином від природних умов, а урожайність є низькою. Посіви поливаються лише дощами, а добривом є тільки попіл від спалювання залишків останнього врожаю. Люди вважають, що духам не сподобається, коли вони будуть використовувати штучні добрива. Більшість таой у гірських районах лишаються ізольованими від ринку та можливостей розвитку.
Громади, що оселилися на рівнинах, опанували вологий спосіб вирощування рису. Вони швидко засвоюють нові для себе технології, які переймають в інших народів.
Крім рису, вирощують кукурудзу, солодку картоплю, маніок, різні овочі, а також товарні культури: кава, чай, арахіс, соя, касторові боби (рицина), кардамон, тютюн, кунжут, червоний перець, фрукти, коноплі, опіумний мак. Рис саджають здебільшого для власних потреб.
Мисливство, рибальство, збирання дикорослих рослин та коріння доповнюють раціон харчування таоїв. Тримають курей та домашніх тварин (свині та буйволи). У минулому таої були відомі як спеціалісти з одомашнення диких слонів.
З ремесел поширені деревообробка, різьблення по дереву та виготовлення кошиків; таої відомі своїми дерев'яними масками та статуями. Популярним є мотив ящірки, який можна зустріти в оздобленні майже кожної хати. Іноді це справжні витвори мистецтва, зокрема хитромудре різьблення прикрашає кінці гребеня даху. У мистецтві деревообробки та різьблення тайоські майстри, здається, перевищують більшість інших племен південного Лаосу. Виготовлення інструментів із заліза досі відсутнє в більшості таойських сіл. Вони обмінюють свою продукцію, зокрема тютюн та коноплі, на одяг та металеві вироби.

## Суспільство
Таої живуть сусідськими громадами (вел), організованими на рівні села, а розширена сім'я є найзгуртованішою одиницею суспільства. Розширена сім'я складається з трьох-чотирьох поколінь родичів, які живуть в одному селі або розкидані по декількох селах, вони підтримують тісний зв'язок між собою. Кожна таойська родина суворо екзогамна й має певну тотемну рослину чи тварину (цукрова тростина, куниця, собака тощо), пов'язану з її походженням; тотемну рослину або м'ясо тотемної тварини вони не їдять. У минулому вся розширена сім'я жила в одній довгій хаті, причому в одній хаті не могли жити особи, що належали до різних родин. Виходячи заміж, жінка переходить до родини чоловіка з його предками та приймає нову тотемну символіку.
У межах громади добре розвинений дух взаємної допомоги. Різниця між багатими та бідними невелика.
Таойське суспільство патрилінійне й патрилокальне. Батько має владу в сім'ї, однак жінок, які раніше займали неповноцінну позицію, тепер поважають, і вони беруть участь у соціальних заходах на рівних з чоловіками. Дядько по матері дуже шанований. Він є опікуном своїх племінниць, забезпечує їхнє весілля їжею та напоями, а наречену шлюбним вбранням. Він також повинен допомагати своїм племінникам та підтримувати їх.
Молоді люди вільні самі вибирати, з ким їм одружуватись. Однак існує ціна нареченої, яку необхідно сплатити, щоб укласти шлюб. Якщо сім'я нареченого бідна, викуп може бути зменшений за згодою сім'ї нареченої, але він завжди має включати принаймні одного буйвола та трохи їжі. В минулому існувало багатоженство, чоловік міг взяти кількох дружин, якщо міг могли дозволити собі сплатити відповідний викуп. Поширені крос-кузенні шлюби, зберігаються пережитки триродового союзу, сорорат і левірат.
Не є рідкістю, коли таої одружуються за межами своєї групи, особливо в останні часи. Мішані шлюби мають місце як на плато Боловен, так і в ізольованих гірських районах. Часто до них спонукає бажання отримати кращі технології ведення сільського господарства. Змішування з іншими етнічними групами пришвидшує інтеграцію таоїв в ширше лаоське суспільство.

## Побут

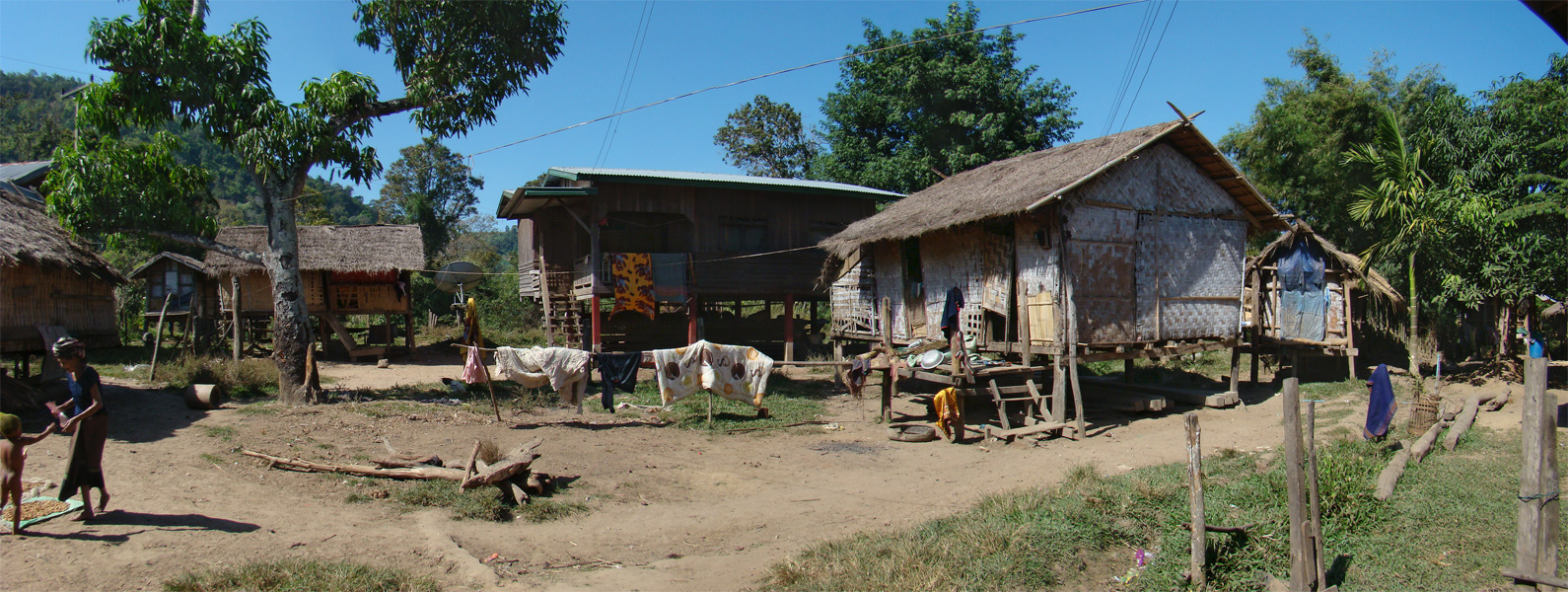
Таойське село Банхуайланонг в провінції Сараван.

Традиційно таойські села мали кругове планування з громадською хатою по центру. Люди жили в довгих хатах, які розташовувались радіально від центру. Таке стратегічно організоване планування використовувалось як спосіб захисту від нападників. Питання оборони сьогодні втратило свою актуальність. Тепер таойські села нагадують лаоські, їхнє планування обумовлене в першу чергу топографією та перевагами інфраструктури. Як це стало характерним для більшості мон-кхмерських етнічних груп південного Лаосу, села орієнтуються на наявність сільськогосподарських угідь та доступ до автомобільних перевезень. Де б не була побудована нова дорога, люди починають рухатися з менш доступних сіл ближче до неї й поряд засновують нові села. Хати найчастіше ставлять уздовж дороги.
У центрі кожного таойського села в минулому стояла громадська хата, яка використовувалась для зустрічей односельчан, прийому гостей та місця проведення громадських зборів. Також у центрі села споруджували хатинку для духів, а біля неї ставили стовп, де здійснювали жертви.
У колишні часи таої жили у довгих хатах на палях. Така оселя мала центральний коридор та кімнати для окремих сімей з одного або з обох його боків. Розмір довгої хати визначався чисельністю розширної сім'ї та розташуванням села. Традиційні таойські довгі хати могли мати до 180 метрів завдовжки. Однак сьогодні довгі хати рідко зустрічаються в таойських селах; натомість поширені малі хати, розраховані на окрему нуклеарну сім'ю. В сучасних таойських селах вже немає навіть громадських хат.
Таої не знали ткацтва, одяг купували в кріангів та кату. Традиційний одяг мав вишиті візерунки. Сьогодні люди купують лаоський текстиль на місцевих базарах. Традиційний одяг втратив свої позиції, жінки зазвичай носять тепер лаоський саронг сінь з блузкою, а чоловіки вдягають штани. Таої все ще носять традиційні намиста з перлів. Жінкам подобаються окремі шворки зі скляними намистинами.
Таої мали звичай підпилювати зуби, татуювали тіло, щоб стримувати злих духів, а ще носили важкі сережки, які розтягували мочки вух. Ці звичаї спостерігаються все рідше. Жінки та дівчата, навіть у віці шести років, полюбляють палити люльки та саморобні цигарки.
Традиційна їжа — рис, овочі, рідше м'ясо.
Ролі чоловіків і жінок є досить чіткими. Жінки займаються всім, що стосується їжі, зокрема посадкою культурних рослин та збиранням врожаю, приготуванням їжі. Чоловіки полюють, ловлять рибу, розчищають джунглі та будують хати.
Унікальною й досить жорстокою є традиційна таойська практика народження дитини. Таої вважають, що породілля повинна робити це без сторонньої допомоги. Жінка мусила йти до лісу й народжувати там дитину на самоті. Вона сама перетинала пуповину й надавала першу допомогу новонародженій дитині. Тільки після цього молода мати поверталася до села. Якщо вона пережила це випробування, їй дозволялося відпочити кілька днів, перш ніж продовжувати в повну силу доглядати за дитиною. Сьогодні жінки часто народжують дітей удома.

## Духовна культура
Унікальними елементами таойської культури є традиційні музика, танці та віршована поезія. Таойські пісні висловлюють людські радість, смуток, почуття кохання; співають під супровід музичних інструментів. Грають на бронзових гонгах, кхен (традиційний інструмент із очеретяних трубок, який використовується у багатьох частинах Південно-Східної Азії), барабанах та інших інструментах. Народні вірші, оповідання та прислів'я розповідають про минуле народу, його культуру та життєдіяльність.